# Pista della California

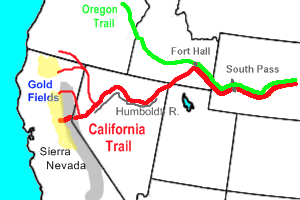
Itinerario principale della California Trail (linea rossa spessa), che include le varianti Applegate-Lassen e Beckwourth (linee rosse sottili). In verde, la Pista dell'Oregon.

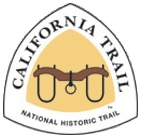
Segnalatore dell'autostrada della California Trail.

La Pista della California (inglese: California Trail) fu una delle principali vie di migrazione verso l'Ovest degli Stati Uniti d'America a metà del XIX secolo, che partiva dallo stato del Missouri e andava fino alla California. Fu utilizzata da più di 250.000 coloni e poi cercatori d'oro, per arrivare ai terreni agricoli e ai campi auriferi della California, dal principio degli anni 1840 fino alla costruzione delle linee della ferrovia, alla fine del 1860.
La pista originale aveva molte diramazioni e percorreva più di ottomila chilometri. Circa 1.600 km del tracciato della pista per il Gran Bacino si conservano ancora e sono stati dichiarati come «Pista storica nazionale della California» (California National Historical Trail), come evidenza storica della grande migrazione di massa verso l'Ovest, e sono gestiti dal Servizio dei parchi nazionali (National Park Service). 

## Descrizione
Il percorso della pista dipendeva tanto dal punto di partenza del viaggio quanto dalla destinazione finale in California, e anche dal tipo di veicoli e dai capi di bestiame che portavano gli emigranti. Il ramo principale della pista che attraversa le Grandi Pianure era identica nella parte iniziale alla Pista dell'Oregon e alla Pista dei Mormoni, risalendo il fiume Missouri, incrociando attraverso l'attuale stato del Nebraska e seguendo il fiume Platte e dopo il fiume North Platte fino ad arrivare all'attuale Wyoming. Il percorso proseguiva in Wyoming lungo il fiume Sweetwater, fino a incrociare lo spartiacque continentale delle Americhe al South Pass dove la pista si separava dalla Pista dei Mormoni. Dal South Pass continuava in direzione nordovest lungo il fiume Snake fino ad arrivare a Fort Hall, nell'allora Territorio dell'Oregon (vicino all'attuale Pocatello, a sudovest dell'Idaho), un forte di legno costruito nel 1834 da Nathaniel Jarvis Wyeth (1802–1856), un esploratore e inventore nordamericano, come un'impresa commerciale, dopo aver fallito nella missione di stabilire posti di scambio di pelli, colonie ed empori di salmone nella regione del fiume Columbia. Il forte fu venduto nel 1837 alla Compagnia della Baia di Hudson.

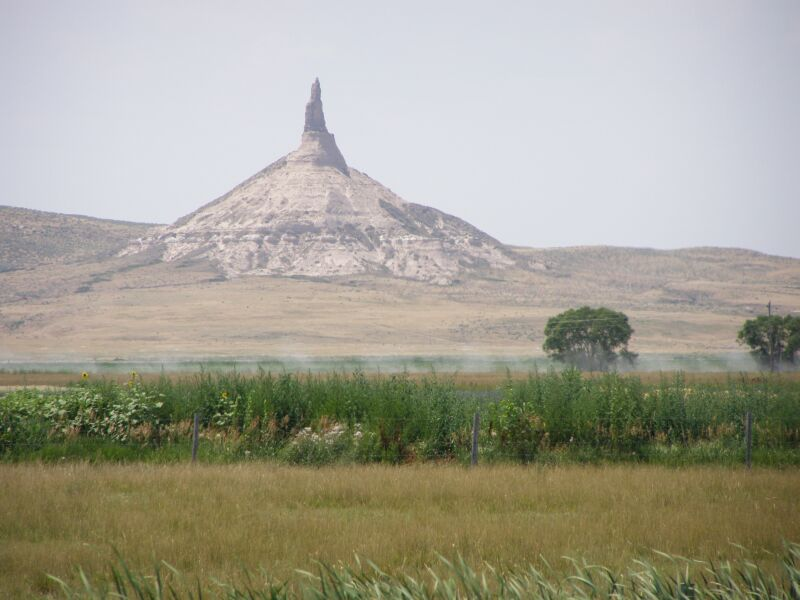
Chimney Rock, Nebraska
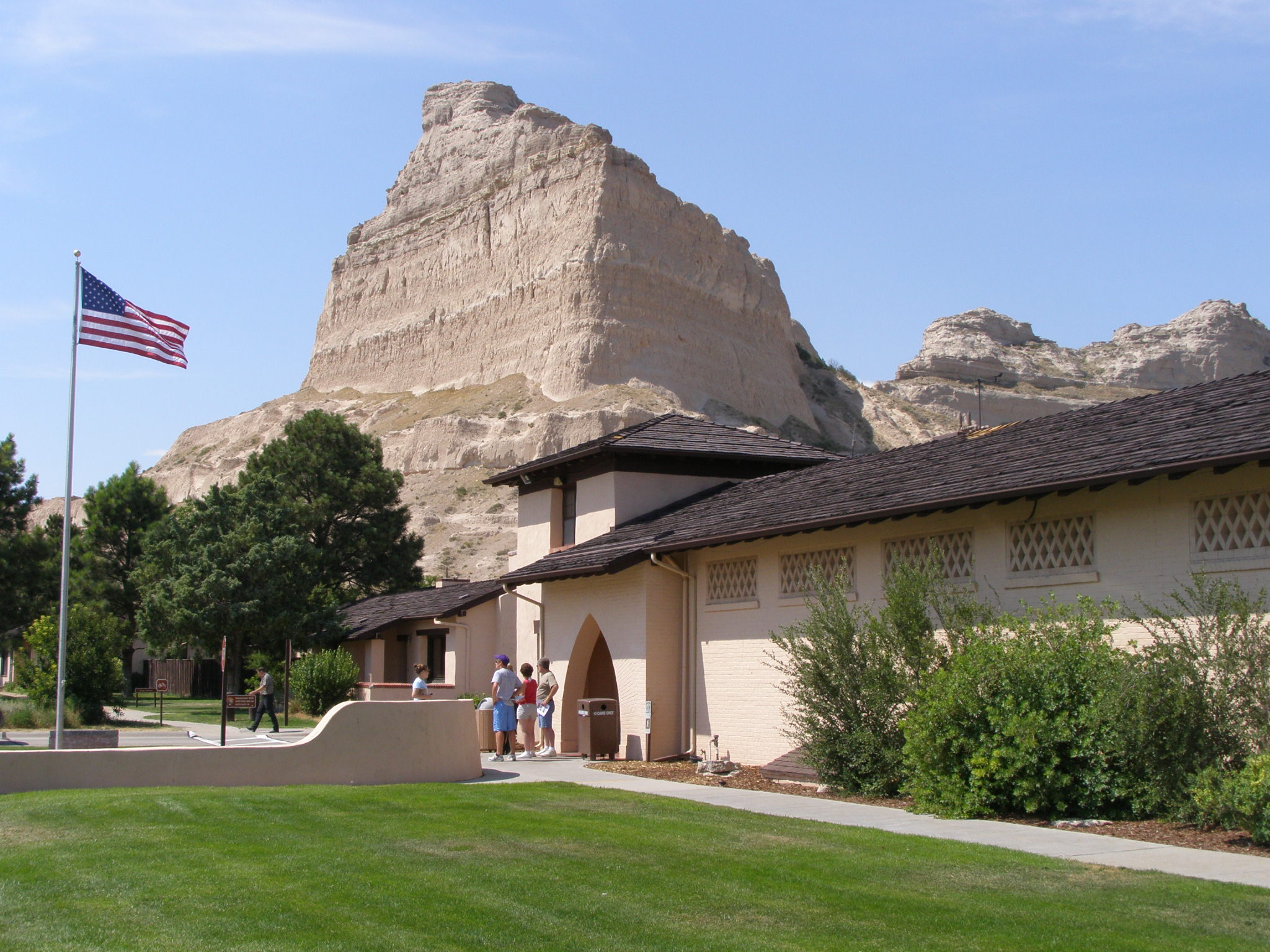
Scotts Bluff, Nebraska
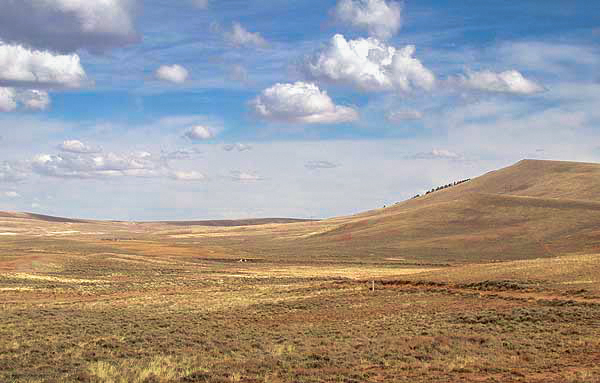
South Pass, nell'ovest del Wyoming
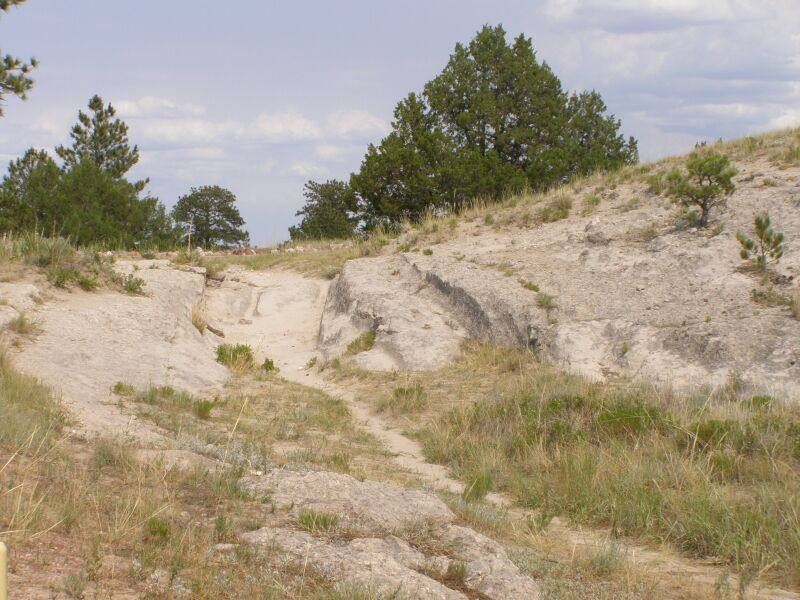
Trail Ruts, Wyoming

Ad ovest di Fort Hall, gli emigranti risalivano il fiume Snake fino alla confluenza con il fiume Raft, dove la Pista della California si separava dalla Pista dell'Oregon. La Pista della California seguiva il fiume Raft in direzione sudovest, costeggiando a est i monti Red Rock, fino un po' ad ovest dell'attuale Almo (Idaho). In seguito virava verso l'Ovest, risalendo il fiume della Gola dell'Emigrante (Emigrant Canyon), entrando nella regione di City of Rocks (attualmente, City of Rocks National Reserve). Passava all'altro versante e scendeva un corto tratto lungo il torrente Trail e poi il torrente Junction, fino ad arrivare al torrente Granite, che risaliva fino all'Ovest fino ad arrivare al Granite Pass. Scendeva dall'altro lato fino ad arrivare al torrente Goose, che proseguiva in direzione sudovest, seguendo la corrente, lungo il torrente Goose, fino alla confluenza con il torrente Little Goose. I migranti risalivano il Little Goose e cambiavano di versante, fino al sudovest, scendendo lungo il torrente Rock Spring. 
Passava attraverso la valle Thousand Springs, e dopo lungo il torrente West Brush fino al torrente Willow, e poi alla sorgente del fiume Humboldt, nel nordest dello stato attuale del Nevada. La pista seguiva la riva a nord dell'Humboldt attraverso il Nevada, passando per la stretta gola Carlin, che nei periodi di acqua alta era quasi intransitabile. All'ovest della gola Carlin la pista subiva attraverso il passo dell'Emigrante (Emigrant Pass), scendendo attraverso la gola dell'Emigrante (Emigrant Canyon) per riunirsi nuovamente al fiume Humboldt vicino a Gravelly Ford. Qui, a Gravelly, la pista si divideva in due rami, seguendo ciascuno la riva nord e la riva sud del fiume. Ambedue i rami tornavano a unirsi all'Humboldt Bar.
La pista continuava risalendo il fiume Humboldt fin alla sua sorgente nell'Humboldt Sink, un lago stagionale dove scompariva. Qui la pista si biforcava di nuovo, seguendo in ciascuna diramazione la valle di un fiume: una, il fiume Truckee (delle Trote) e l'altra il fiume Carson. La Truckee River Route che arrivava da ovest attraverso il deserto delle Quaranta Miglia (Forty Mile Desert) e raggiungeva il fiume Truckee nell'attuale Wadsworth (Nevada). Questa strada risaliva controcorrente il fiume Truckee fino al lago Donner, incrociando la Sierra attraverso il Donner Pass (2.160 m). In seguito, veniva una delle tappe più pericolose per i carri, il Valico dell'Emigrante (Emigrant Gap), un versante con una zona quasi a picco sul mare che doveva essere scesa con le corde. Nel luogo vi è collocata una targa in memoria di questa impresa: 
(Testo disponible, con il numero di epigrafe 403, in:  Copia archiviata, su ceres.ca.gov. URL consultato il 7 giugno 2005 (archiviato dall'url originale il 16 aprile 2005).)

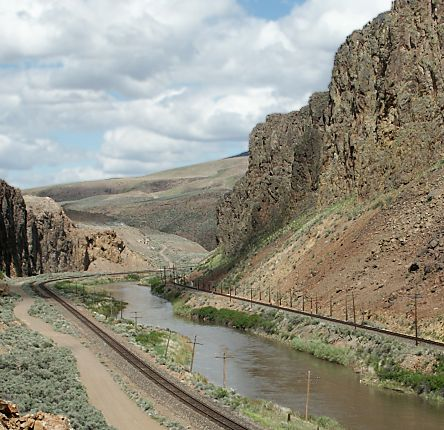
Fiume Humboldt, Nevada
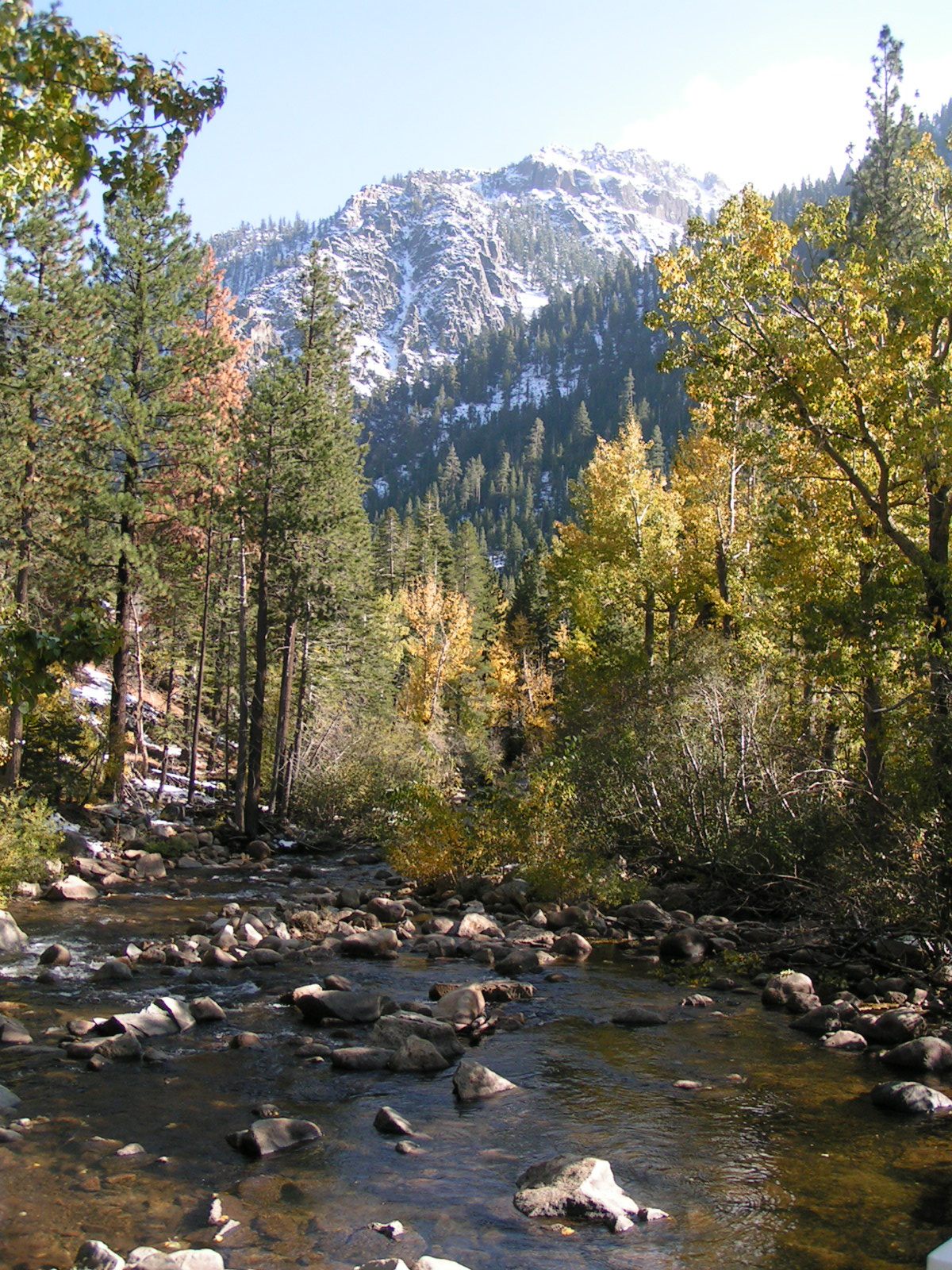
West Fork del fiume Carson, ad est di Hope Valley nella contea di Alpine, California
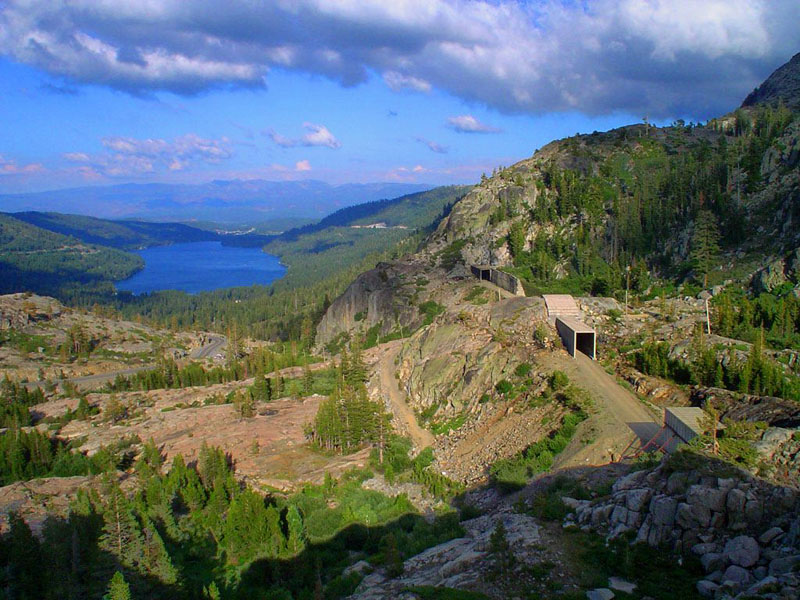
Donner Pass, California
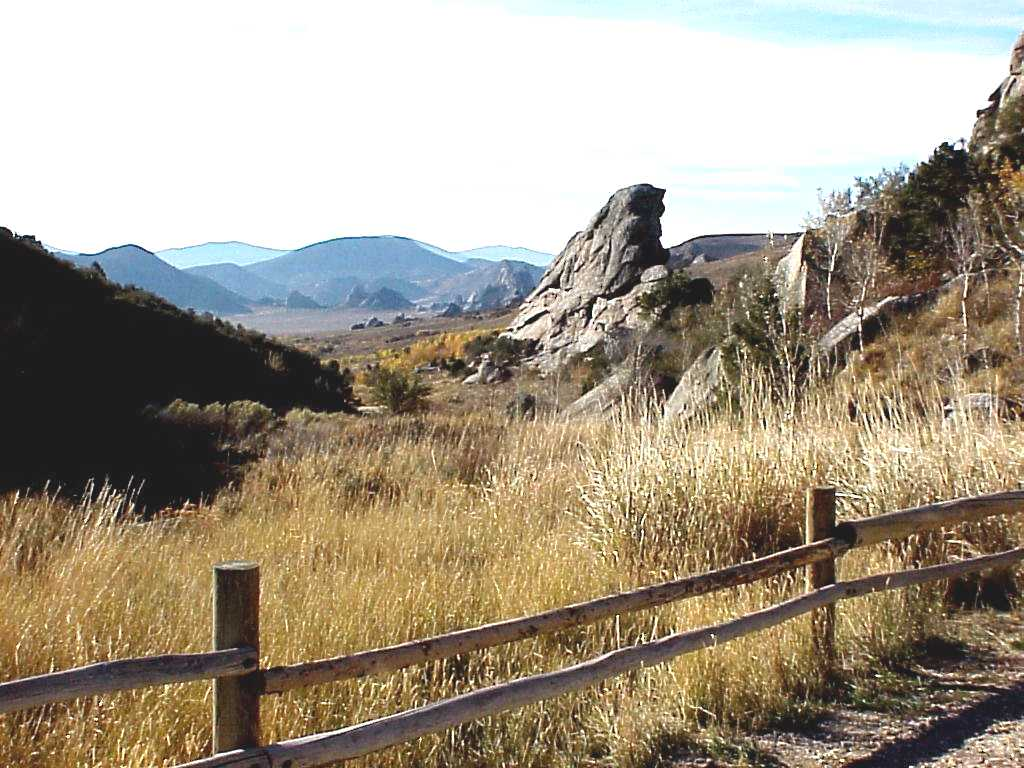
Vista dal NPS del North Fork Trailhead nella City of Rocks National Reserve, Idaho

La Pista di Carson (Carson Trail), conosciuta anche come la Pista del fiume Carson (Carson River Route) proseguiva a sud attraverso il deserto delle Quaranta Miglia, costeggiando l'estremità occidentale della Carson Sink e raggiungeva il fiume Carson vicino all'attuale Fallon (Nevada). La strada seguiva controcorrente il fiume Carson e incrociava la cresta della Sierra attraverso il Carson Pass. Ambedue i sentieri terminavano a Sutter's Fort, che si trovava dove è oggi Sacramento, California. 
La Pista Beckwourth (Beckwourth Trail) (conosciuta anche la Scorciatoia Beckwourth, Beckwourth Cutoff) lasciava la pista del fiume Truckee a Truckee Meadows (attualmente, Sparks, Nevada), proseguendo a nord fino a Beckwourth Pass e, in seguito, verso ovest, attraverso le attuali contee californiane di Plumas, Butte e Yuba, nella grande Valle Centrale, terminando a Marysville, California. 
La Scorciatoia Applegate-Lassen (Applegate-Lassen Cutoff) lasciava la Pista della California vicino all'attuale invaso di Rye Patch, e passava per il deserto Black Rock e la gola High Rock fino al lago Goose. Qui la pista si divideva, con la Scorciatoia Lassen che proseguiva a sud nella Valle del Sacramento lungo il fiume Pit; la Pista Applegate (Applegate Trail) proseguiva a ovest, per il sudest dell'Oregon, lungo il fiume Lost e infine fino alla Valle Willamette, in Oregon, seguendo la strada della Pista Siskiyou (Siskiyou Trail) dal centro-sud dell'Oregon fino a Portland, Oregon. 

## Storia

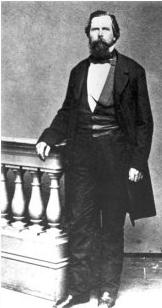
John Bidwell.

### Prime esplorazioni
La zona del Gran Bacino per la quale correva la pista era stata solo in parte esplorata durante i giorni dell'impero spagnolo e messicano. Nel 1828-1829, Peter Skene Ogden, dirigendo varie spedizioni della Compagnia della Baia di Hudson, esplorò gran parte della valle del fiume Humboldt. Nel 1834, Benjamin Bonneville, un ufficiale dell'Esercito degli Stati Uniti congedato per portare a capo una spedizione a ovest finanziata da John Jacob Astor, inviò Reddeford Joseph Walker verso ovest dal fiume Green (oggigiorno in Wyoming), con la missione di trovare una pista per la California. Due erano i grandi ostacoli che la pista doveva superare: il Deserto del Gran Lago Salato e incrociare le montagne della Sierra Nevada. Walker confermò che il fiume Humboldt costituiva un'arteria naturale per attraversare il Gran Bacino.

### La carovana Bidwell-Bartleson (1841)
Lungo il decennio del 1840, la pista cominciò a essere utilizzata sporadicamente dai primi coloni. Il primo gruppo che utilizzò la pista fu capeggiato da John Bidwell (1819-1900), che partì nel 1841 con il primo gruppo organizzato, la Bidwell-Bartleson Party, con lo scopo di arrivare nel nord della California attraverso il fiume Humboldt. Seguirono la Pista dell'Oregon fino a Soda Springs (Idaho), dove presero la rotta sud lungo il fiume Bear poi fino a ovest, a nord del Gran Lago Salato, in cerca di una strada verso il fiume Humboldt. Vicino al Picco Beyond Pilot dovettero abbandonare i carri, anche se raggiunsero l'Humboldt a ovest dell'attuale Elko, nella quale più tardi ci sarebbe stata la diramazione conosciuta come Scorciatoia Hastings. Proseguirono lungo il fiume fino al suo bacino, attraversarono il deserto a sud, raggiunsero il fiume Walker, che risalirono scalando la Sierra nella stessa regione in cui lo aveva fatto nel 1828 Jedediah Smith. Attraversarono vicino all'attuale Passo di Sonora e scesero fino alla Valle del San Joaquín, e più tardi fondarono Chico, nella Valle del Sacramento. 
Malgrado avesse fallito nel tentativo di raggiungere con i carri la California, il gruppo Bidwell–Bartleson riuscì a viaggiare con il bestiame lungo il fiume Humboldt, che sarebbe diventato la principale arteria verso la California negli anni seguenti. Percorsero circa 3.700 km in un'unica stagione (estate e inverno), viaggiando circa 25-30 km ogni giorno durante quasi cinque mesi. Quando esplose la corsa all'oro nel 1849, si erano ormai create strade per i carri lungo entrambe le rive del fiume Humboldt, da Gravelly Ford a Humboldt Sink. 
Due anni più tardi, nel 1843, Joseph Chiles seguì la stessa pista.

### La carovana Stephens–Townsend–Murphy (1843)
Nel 1844, Caleb Greenwood (ca. 1763-ca. 1850), già anziano di ottant'anni e molta esperienza nella regione, insieme a cinquanta persone, il gruppo di Stephens-Townsend-Murphy, guidò la prima carovana che riuscì ad attraversare la Sierra Nevada con circa quaranta carri. Mentre conduceva il gruppo per la Pista dell'Emigrante in Wyoming, Greenwood suggerì che invece di seguire la strada a sud, fino a Fort Bridger, la carovana abbandonasse la strada principale vicino al fiume Little Sandy e s'incamminasse a ovest attraverso il Wyoming attraversando il deserto per riunirsi con la pista principale nella valle del fiume Bear. La nuova pista accorciava il tragitto di 85 miglia e riduceva il viaggio a 7 giorni, ma era rischiosa giacché quasi 45 miglia correvano per una zona priva di acqua. Il gruppo attraversò la Sierra vicina al Passo Donner. Dei cinquanta che partirono, 52 arrivarono in California, giacché nel viaggio vi furono due nascite. Al suo arrivo in California, il gruppo si stabilì a San José/Cupertino, dove il torrente Stevens porta il suo nome.
La strada, che evitava di dover passare per la Gola del fiume Truckee (Truckee River Canyon), acquistò popolarità dopo che fu dettagliata in un popolare libro pubblicato da Joseph Ware nel 1849. Ware chiamò erroneamente la pista la Scorciatoia Sublette, da Salomon Sublette, che gli aveva descritto la strada. La pista raggiunse il suo culmine di popolarità durante la corsa all'oro della California, quando la necessità di arrivare prima compensava i rischi. Gli storici si riferiscono ora alla pista come alla Scorciatoia Sublette-Greenwood, in onore di Greenwood.

### Le carovane Hastings (1846)

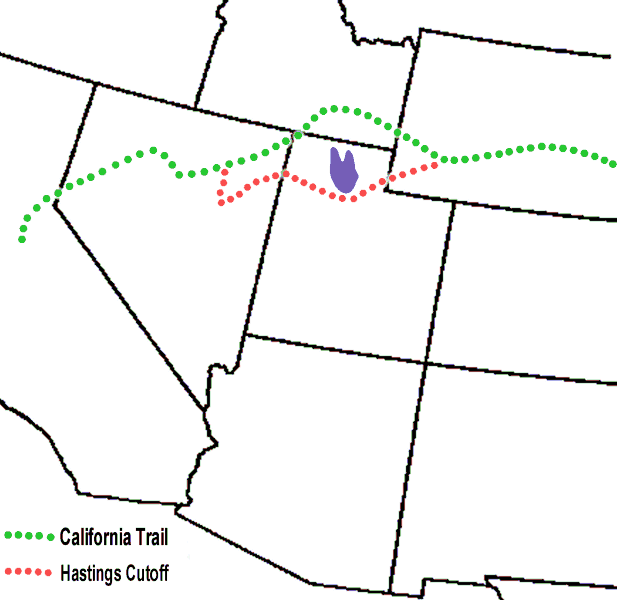
La Scorciatoia Hastings (in rosso), a sud del Gran Lago Salato.

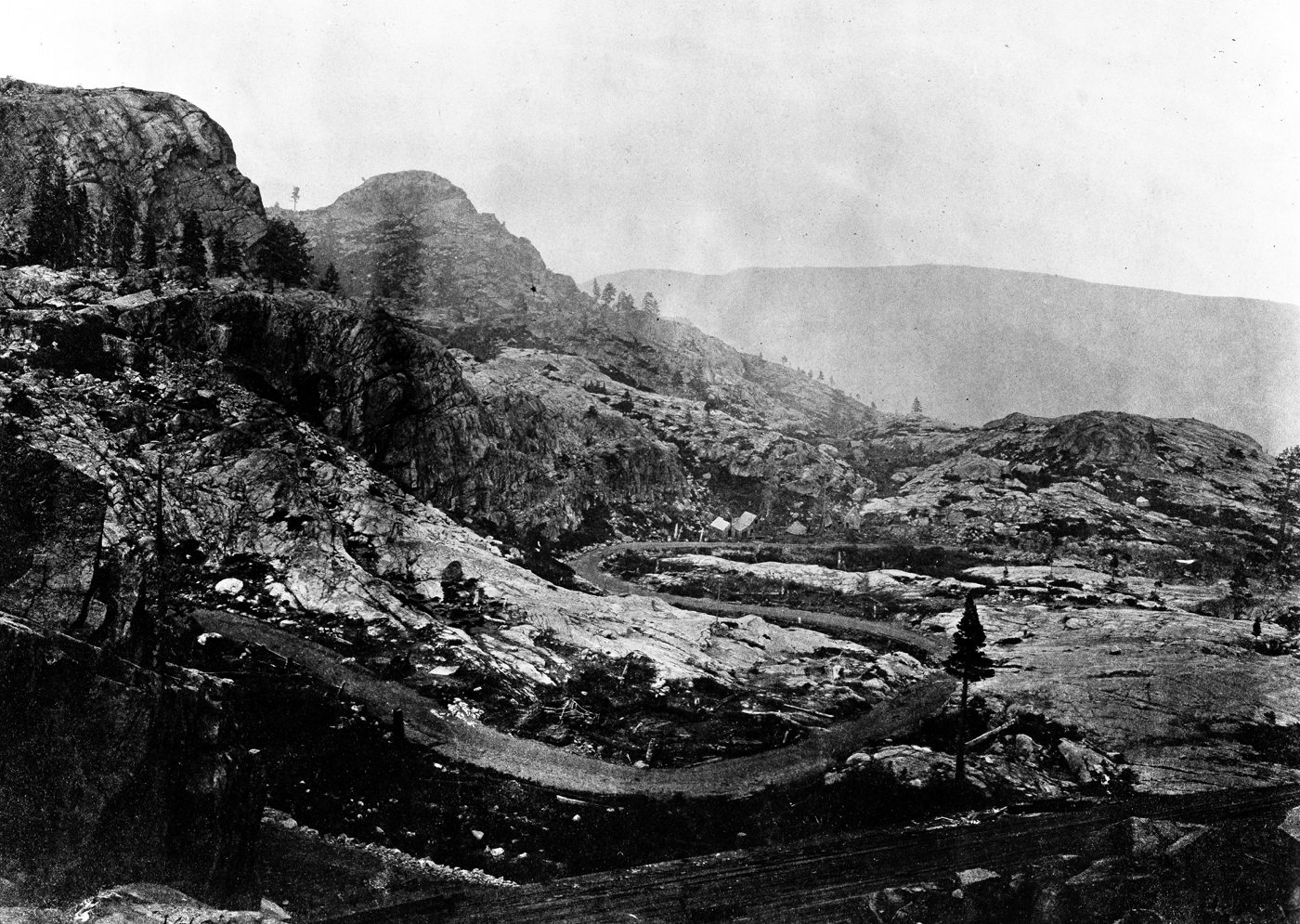
Il Passo Donner (1870).

Nel 1845, John C. Frémont (1813–1890) e Lansford Hastings (c. 1819–1870) guidarono dei gruppi che totalizzavano varie centinaia di coloni lungo la strada della California. L'anno seguente Hastings persuase una parte degli emigranti a seguire il suo «accesso diretto», che correva a sud della pista principale. Hastings aveva scritto un'opera, The Emigrants' Guide to Oregon and California ("La guida degli emigranti all'Oregon e alla California"), per indurre i nordamericani ad andare in California con la speranza che potessero fare una rivoluzione incruenta, essendo numericamente superiori ai messicani. Descrisse in termini esaltati la California e diede consigli pratici per i viaggiatori via terra. Contrariamente alla credenza popolare, nel suo libro non promosse la scorciatoia che ora porta il suo nome, giacché si limitò a descrivere in una sola frase una possibile pista:
(Hastings, p. 137-138)
Tuttavia, Hastings pubblicò questo consiglio prima di aver viaggiato egli stesso per questa pista, e non era cosciente delle difficoltà che doveva affrontare per attraversare i Monti Wasatch e le saline dell'ovest dello Utah. 
Pubblicata a Cincinnati nella primavera del 1845, la guida di Hastings influì sulla emigrazione in California, anche se non nella misura in cui aveva sperato. Nell'agosto di quest'anno, Hastings e un piccolo gruppo partirono verso la California, arrivando a Sutter's Fort nel giorno di Natale. Dopo aver passato l'inverno lì, Hastings partì dal forte l'11 aprile 1846, in direzione est con un altro piccolo gruppo. Lui e due compagni si fermarono al fiume Sweetwater, dove aspettarono che arrivasse l'emigrazione dell'anno. Un viaggiatore proveniente dall'est si trovava con una lettera aperta di Hastings agli emigranti, che li invitava a riunirsi con lui a Fort Bridger. Da lì, Hastings disse che li avrebbe portati a una nuova pista che avrebbe ridotto considerevolmente il tempo e la distanza. Da sessanta a settantacinque carri viaggiarono con Hastings per questa scorciatoia e arrivarono in salvo in California. Il gruppo Donner, che veniva dopo di lui, perse più di tre settimane nella supposta scorciatoia attraversando i Monti Wasatch. Arrivarono tardi alla Sierra Nevada e rimasero intrappolati dalla neve. Degli 89 pionieri che partirono, solamente 48 sopravvissero, dopo aver inviato un gruppo in cerca di aiuto che dovette ricorrere al cannibalismo.

### La corsa all'oro
Lo stillicidio di emigranti sarebbe diventato una valanga dopo la scoperta dell'oro in California nel 1848, lo stesso anno in cui gli Stati Uniti "acquisirono" il Sudovest con il Trattato di Guadalupe Hidalgo. Nei mesi che seguirono all'annuncio pubblico della scoperta da parte del presidente James K. Polk, alla fine del 1848, decine di migliaia di cercatori d'oro si diressero verso l'Ovest in cerca di fortuna, in quella che è conosciuta come la corsa all'oro della California. 
La pista occidentale era ardua e piena di potenziali pericoli per i non bene equipaggiati. I nativi americani non erano il principale dei problemi nei primi anni che seguirono alla scoperta dell'oro in California, quando l'affluenza dei viaggiatori aumentò le tensioni tra gli emigranti e la popolazione nativa dell'America. Gli attraversamenti dei fiumi, con molti annegamenti, le malattie e la carestia furono delle cause di morte più frequenti nel lungo viaggio e i pionieri dovevano essere ben preparati. Malgrado l'immagine popolare delle pellicole di Hollywood, la maggioranza dei carri venivano trainati da buoi invece che da cavalli per due semplici ragioni: il bue era più lento, per cui se scappava di notte era più facile catturarlo; in secondo luogo, quando cominciavano a mancare i viveri - come succedeva spesso nelle ultime tappe - come cibo il bue era una alternativa migliore del cavallo.

## Retaggio
Durante le schermaglie tra gli incursori del Kansas e del Missouri che precedettero la Guerra civile statunitense, conosciute come Bleeding Kansas ("Kansas sanguinante") i punti di partenza per i convogli di carri diretti ad ovest si spostarono a nord verso Omaha (Nebraska). La diramazione della strada che seguì John Frémont da Westport Landing fino alla Valle del Wakarusa, a sud di Lawrence (Kansas), cominciò a essere conosciuta nella regione come Strada della California (California Road). 
Parte della pista che attraversa il Nevada fu utilizzata dalla compagnia Central Pacific Railroad per la costruzione della prima parte della ferrovia transcontinentale. Nel XX secolo, la pista fu utilizzata per le autostrade moderne, in particolare la Strada nazionale 40 e poi l'Interstatale 80. Solchi delle ruote dei carri e alcuni nomi di emigranti, scritti con il grasso degli assi, si possono ancora vedere nella Riserva nazionale di City of Rocks, nell'Idaho meridionale.